# Исповедь убийцы
«Исповедь убийцы» (также «Я — убийца») (кор. 내가 살인범이다) — южнокорейский боевик 2012 года режиссёра Чон Пён Гиля. В 2017 года вышел японский ремейк фильма «Признания убийцы» режиссёра Ю Ириэ.

## Сюжет
Действие фильма происходит в Южной Корее и отсылает к преступлениям Ли Чун Чжэ.
Действие начинается со сцены преследования, в котором полицейский Чой Хьёнг-гу (Чон Джэ-ён) пытается поймать серийного убийцу, который убил 10 женщин с 1986 по 1999 год, и которого Чой подозревает в похищении и убийстве его будущей жены. Убийца сам выходит на связь, устраивая драку в ресторане, где ужинает детектив. После долгой погони, убийца уродует лицо детектива и скрывается в переулке. Полицейскому удаётся ранить его, стреляя в темноту.
В 2005 году, через 15 лет после описываемых событий, истекает срок давности. Убийца внезапно объявляется и публикует книгу о своих преступлениях. Убийца становится звездой телевидения, продажи книги бьют рекорды.

## Восприятие критиками
Фильм был позитивно воспринят корейскими критиками. Несмотря на рейтинг фильма 18+, за первые 18 дней проката было продано 2 миллиона билетов. В 2013 году фильм вышел на экраны Японии.